# Ivan Lendl
Ivan Lendl é um ex-tenista profissional tcheco (de Checoslováquia), naturalizado norte-americano em 1992, foi número 1 do mundo no Ranking da ATP. E um dos mais vitoriosos jogadores dos anos 1980 e do início da década de 1990.
Era um tenista talentoso que se caracterizou pela sua frieza nas quadras. Na sua geração, enfrentou talentosos tenistas como Stefan Edberg, Mats Wilander, Boris Becker e John McEnroe. Alguns o consideram um dos melhores tenistas de todos os tempos. Sua grande frustração foi nunca ter ganho o torneio de Wimbledon.
Possuí os recordes:
Mais finais de simples consecutivas disputadas: 18, entre 1981 e 1982.
Mais vitórias consecutivas em quadras indoor "cobertas": 66, entre 1981 a 1983
Mais vitórias consecutivas sobre o nº 1 do mundo: 7, entre 1981 a 1983 sobre John McEnroe.
E mais sets consecutivos vencidos: 52, em 1986.
Outros destaques:
É o 5° tenista juntamente com Rod Laver com mais títulos em Masters 1000 com 18 títulos.
É o 4° tenista com mais títulos na história da ATP com 94 títulos, na frente de Rafael Nadal com 92.
E o 4° tenista com mais títulos grandes (33), atrás apenas do Big Three.
Na competição por equipes, Ivan Lendl levou a Tchecoslováquia à conquista da Copa Davis de 1980.
Por dois períodos, foi o treinador do tenista Andy Murray. Também treinou outro grande tenista, Alexander Zverev.
Lendl é membro do International Tennis Hall of Fame desde 2001. Em 2014, Lendl foi considerado pela Revista Tênis um dos "10 tenistas que transformaram a forma como o tênis é jogado". Segundo a revista, "Lendl se dedicou à parte física como nunca ninguém antes havia feito, aliando exercícios de força, resistência, agilidade etc, realizados em academias de ginástica, aos treinamentos em quadra. Foi a partir daí que os tenistas passaram a ser realmente considerados atletas. Com um jogo de grande consistência, uma mente inabalável e um preparo físico nunca antes visto, Lendl chegou a ser apelidado de robô por seus adversários e criou um padrão copiado até hoje, especialmente na parte física".

## Grand Slam Finais

### Simples: 19 finais (8 títulos, 11 vices)
| Resultado | Ano  | Campeonato          | Piso   | Oponente        | Placar                       |
| Vice      | 1981 | Roland-Garros       | Saibro | Björn Borg      | 1–6, 6–4, 2–6, 6–3, 1–6      |
| Vice      | 1982 | US Open             | Duro   | Jimmy Connors   | 3–6, 2–6, 6–4, 4–6           |
| Vice      | 1983 | US Open             | Duro   | Jimmy Connors   | 3–6, 7–6(7–2), 5–7, 0–6      |
| Vice      | 1983 | Australian Open     | Grama  | Mats Wilander   | 1–6, 4–6, 4–6                |
| Campeão   | 1984 | Roland-Garros (1)   | Saibro | John McEnroe    | 3–6, 2–6, 6–4, 7–5, 7–5      |
| Vice      | 1984 | US Open             | Duro   | John McEnroe    | 3–6, 4–6, 1–6                |
| Vice      | 1985 | Roland-Garros       | Saibro | Mats Wilander   | 6–3, 4–6, 2–6, 2–6           |
| Campeão   | 1985 | US Open (1)         | Duro   | John McEnroe    | 7–6(7–1), 6–3, 6–4           |
| Campeão   | 1986 | Roland-Garros (2)   | Saibro | Mikael Pernfors | 6–3, 6–2, 6–4                |
| Vice      | 1986 | Wimbledon           | Grama  | Boris Becker    | 4–6, 3–6, 5–7                |
| Campeão   | 1986 | US Open (2)         | Duro   | Miloslav Mečíř  | 6–4, 6–2, 6–0                |
| Campeão   | 1987 | Roland-Garros (3)   | Saibro | Mats Wilander   | 7–5, 6–2, 3–6, 7–6(7–3)      |
| Vice      | 1987 | Wimbledon           | Grama  | Pat Cash        | 6–7(5–7), 2–6, 5–7           |
| Campeão   | 1987 | US Open (3)         | Duro   | Mats Wilander   | 6–7(7–9), 6–0, 7–6(7–4), 6–4 |
| Vice      | 1988 | US Open             | Duro   | Mats Wilander   | 4–6, 6–4, 3–6, 7–5, 4–6      |
| Campeão   | 1989 | Australian Open (1) | Duro   | Miloslav Mečíř  | 6–2, 6–2, 6–2                |
| Vice      | 1989 | US Open             | Duro   | Boris Becker    | 6–7(2–7), 6–1, 3–6, 6–7(4–7) |
| Campeão   | 1990 | Australian Open (2) | Duro   | Stefan Edberg   | 4–6, 7–6(7–3), 5–2 retired   |
| Vice      | 1991 | Australian Open     | Duro   | Boris Becker    | 6–1, 4–6, 4–6, 4–6           |